# Mae Harrington
Mary Agnes Harrington (20 de janeiro de 1889 – 29 de dezembro de 2002), conhecida por Mae Harrington, foi uma supercentenária americana que se tornou a pessoa viva mais velha do mundo após a morte de Adelina Domingues. Em 2002, Mae Harrington também foi a pessoa mais velha do estado de Nova Iorque, mas seu recorde foi quebrado por Grace Thaxton em 2005. Alguns registros, incluindo seu registro de censo de 1900, sugerem que ela nasceu em 1887. Como sua idade não foi autenticada durante sua vida, o reconhecimento público que ela devia foi para outra mulher de 113 anos, Mary Parr (29 de janeiro de 1889 - 29 de outubro de 2002), que nasceu nove dias depois dela, morrendo dois meses antes dela pois sua idade só foi validada postumamente.
Mae Harrington passou a maior parte de sua vida em Clinton, Condado de Oneida, Nova Iorque, crescendo em uma fazenda de laticínios. Ela tinha três irmãs e um irmão. Seu marido, George Harrington, trabalhou para um departamento de estrada local e morreu em 1959. Ela só teve um filho, que lutou em Guadalcanal na Segunda Guerra Mundial e morreu em um acidente de avião durante a guerra. Após a morte de seu marido, Harrington viveu sozinha em Clinton até que ela tinha 100 anos, quando decidiu entrar no Heritage Health Care Center em Utica, Nova Iorque.
Os parentes vivos mais próximos de Mae Harrington eram duas sobrinhas, Elizabeth Burns e Dorothy Maxwell. Elizabeth descreveu-a como uma pessoa muito particular que sofria de problemas de visão e audição em seus últimos anos. Em sua juventude, Mae Harrington gostava de animais, dança e Dean Martin.
Após a morte de Harrington aos 113 anos e 343 dias, Mary Christian tornou-se a pessoa viva mais velha dos Estados Unidos, e Yukichi Chuganji tornou-se a pessoa viva mais velha do mundo.